# ジウベルト・アウヴェス
ジウ（Gil）ことジウベルト・アウヴェス（Gilberto Alves、1950年12月24日 - ）は、ブラジル出身の元同国代表サッカー選手、サッカー指導者。1978 FIFAワールドカップに出場した。